# 未成年者
未成年者（みせいねんしゃ、英: minor）とは、まだ成年に達しない者のこと。

## 概説
成人年齢は各国により異なり、児童の権利条約のほか、親の保護監督義務の期間、若年層の雇用機会、選挙権年齢、徴兵年齢などを考慮して引き上げられたり引き下げられたりすることがある。成人年齢のデータがある187の国・地域のうち、141の国・地域で成人年齢は16歳・17歳・18歳のいずれかである。
※ 世界各国の成年になる年齢については「成年」を参照。

## フランスにおける未成年者
フランスにおいては、成年の年齢は1792年から21歳以上とされていたが、1974年7月5日に変更され18歳以上とされた。よって同年以降、18歳未満が「mineur 未成年」に分類されている。
フランス刑法の122-8によって、判断能力のある未成年者は、犯罪行為を犯せば刑事責任を問われると定められており、未成年者を対象とした特定の法にもとづいて、保護・支援・監視・教育措置がとられる。したがって、規定上、フランスにおいては刑事責任の下限年齢は無い。未成年者の年齢は重要ではなく、何歳であれ、未成年者に判断能力があれば、刑事責任はある、と判断される。
10歳未満の未成年者のみ、児童を扱う裁判所で児童を扱う裁判官が、教育的措置をとる。10歳以上は教育的制裁を受け、この制裁は犯罪歴として記録される。13歳以上の未成年者は刑事訴追の対象となり、刑事罰を受け、拘留される可能性がある。未成年者に対する緩和措置がとられる場合は、刑事罰は半分（1/2）になる。16歳以上18歳未満という年齢では、犯罪を繰り返す者は、未成年者に対する緩和措置から自動的に除外される。裁判官は、未成年者が起こした事件の状況やその未成年者の性格から判断して、未成年者に対する緩和措置を用いないと決めることもできる。

## スイスにおける未成年者
スイスでは成年は、1912年以降 20歳とされていたが、1996年1月に Code civil suisse スイス民法典によって 18歳以上と定められた。よってその時から18歳未満が未成年と分類されている。
10歳以上が刑事責任の対象となる。制裁は「保護措置」と「罰」の2つに大別される。
- 保護措置
  - 観察措置
  - 個人的援助
  - 外来治療
  - 教育的あるいは治療的な施設（または個人）へあずけ入れる措置
- 罰
  - 叱責
  - 個別の労働。原則として最大10日間ではあるが、15歳以上の未成年者が犯罪や軽犯罪を犯した場合は最大3か月の労働。
  - 15年歳以上の未成年者には最大2000スイスフランの罰金。
  - 自由の剥奪。15歳以上で犯罪や軽犯罪を犯した未成年者は最大1年。16歳以上で重大犯罪を犯した未成年者は最大4年の剥奪。

## イギリスにおける未成年者
イギリスでは13世紀に騎馬兵隊が一般的になり、防具の重装備を身に着けたまま乗馬した状態で戦うことができる年齢を考慮して21歳が成人年齢となったといわれている。
しかし、1960年代の成年年齢に関する審議会(The Latey Committee on the Age of Majority)で、若年層の成熟化が進んでおり成年年齢は歴史的起源とは関係がないとされ、コミュニティにも若年層が積極的に参加する方が利益につながるとして21歳から18歳への引き下げが勧告された。これによって成年年齢は21歳から18歳に引き下げられた。
イギリスでは、10歳から刑務所に入れられる可能性がある。ただし14歳までは、原則的に教育的手法がとられる。18歳からは成人として刑事責任が問われる。

## アメリカ合衆国における未成年者
アメリカ合衆国では州ごとに成人年齢が異なっている。
多くの州では1970年代に成人年齢が21歳から18歳に引き下げられた。その背景にはベトナム戦争の際に徴兵年齢が18歳であるのに対し、選挙権年齢が21歳であるのは不公正で徴兵年齢に達した者は軍隊の在り方を含めて政治的な意見を表明する機会が与えられるべきだ（old enough to fight, old enough to vote）との世論があったためである。そのため連邦政府は合衆国憲法を改正して選挙権年齢を引き下げ、多くの州では成人年齢も引き下げられた。
同時にいくつかの州では飲酒や酒類購入年齢も21歳から18歳に引き下げられた。しかし、その影響で若年者の飲酒による死亡件数が増加したため、1984年に各州に対して飲酒や酒類購入年齢を21歳以上とするよう求める連邦法（全米最低飲酒年齢法）が成立した。

## オーストラリアにおける未成年者
オーストラリアでは州ごとに成人年齢が異なっている。
多くの州で1970年から1974年にかけて成人年齢が21歳から18歳に引き下げられた。その背景にはベトナム戦争の際に多くの若者が戦場で命を落としたため、若年層で政治に自分たちの声を反映させたいとの機運が高まり、連邦及び各州にLaw Reform Commissionが設置されて成人年齢について議論し報告書が提出されたことによる。選挙権年齢についても1973年に21歳から18歳に引き下げられた。

## 日本における未成年者

### 概要
民法は、この節で条数のみ記載する。
日本では、満18歳以上で成年となるため、基本的に民法上の未成年者は満18歳未満（満17歳以下）の者となる（4条）。年齢の計算については年齢計算ニ関スル法律（明治35年12月2日法律第50号）による。よって、生年月日と、成年となる日付、および成年となる年齢の組み合わせは次表のとおりとなる。
| 生年月日                                                  | 成年となる日付 | 成年となる年齢 |
| --------------------------------------------------------- | -------------- | -------------- |
| 2002年（平成14年）4月1日とそれ以前                        | 20歳となる日   | 20歳           |
| 2002年（平成14年）4月2日から 2003年（平成15年）4月1日まで | 2022年4月1日   | 19歳           |
| 2003年（平成15年）4月2日から 2004年（平成16年）4月1日まで | 2022年4月1日   | 18歳           |
| 2004年（平成16年）4月2日以降                              | 18歳となる日   | 18歳           |

未成年者は法定代理人（親権者あるいは未成年後見人）の親権に服する。また未成年者であることが欠格事由となることがある。例えば未成年者は遺言の証人又は立会人となることができない（975条）。各種の国家資格においても、未成年者であることが欠格事由として定められている（医師・歯科医師、薬剤師、司法書士、行政書士、社会保険労務士等）。
選挙権年齢は1945年（昭和20年）から20歳以上とされていたが、2015年（平成27年）6月に改正公職選挙法が成立し、2016年（平成28年）6月から18歳以上に引き下げられた（18歳選挙権）。また、18歳に憲法改正の国民投票権が付与される。日本国憲法施行以降、未だに実施された事はないが、法令上は2018年6月20日まで、経過措置として20歳以上の者に国民投票権があった。裁判員制度は、満18歳以上が対象。
なお、皇室典範第22条で天皇、皇太子及び皇太孫の成年は18歳と規定している。
2022年（令和4年）4月1日に年齢要件が満20歳以上から満18歳以上に引き下げられた主な事項は、民法関連（契約、親権、婚姻）のほか、次のとおりである。
- 戸籍の分籍、非嫡出子の認知、民事訴訟行為
- 遺産分割協議書の締結、相続時精算課税制度、事業承継税制、贈与税特例税率、結婚・子育て資金一括贈与特例制度、未成年者控除
- 単独での帰化（日本国籍取得）
- 10年間有効なパスポート（日本国旅券）の取得
- 水先人、社会福祉主事、海技士免許等の講習等の一部、公認会計士、司法書士、行政書士、税理士、土地家屋調査士、社会保険労務士ほか
- 性同一性障害者の性別変更の家庭裁判所審判
- 出会い系サイトの運営

2022年（令和4年）4月1日以降も、満20歳以上を要件とする主なものは次のとおりである。
- 飲酒、喫煙
- 公営競技の馬券、車券、舟券の購入
- 国民年金被保険者資格
- 養子縁組
- 中型自動車の運転免許取得[注 3]
- 船舶の船長または機関長
- 猟銃所持（特例を除く）
- カジノ施設への入場
- 銀行カードローンや消費者金融のキャッシングカードの契約、キャッシング・カードローン機能が付帯されたクレジットカードの発行 これらは若者の多重債務や安易な利用を防止する観点から、従前通り各社で20歳以上65歳未満で継続安定収入があるかたに据え置かれている
- 宝くじ公式サイトや一部銀行のインターネットバンキングで実施している、各種宝くじのインターネット販売・購入、高額当選金の受け取り、一部の銀行で実施されているATMでの数字選択式宝くじの販売・購入

なお、養育費支払義務は、成年までの支払を要件とした場合、義務の成立日によって実際の終期が異なると解される。また、所得税の扶養控除における控除対象扶養親族、特定扶養親族の定義、母子父子寡婦福祉資金貸付金制度の対象などについても令和4年改正民法による変更はない。
少年法の適用については、適用年齢範囲（20歳未満）に関しては、令和4年改正民法による変更はない。ただし、18歳および19歳の者は「特定少年」とされ、虞犯少年適用対象外となる。特定少年においても、罪を犯した場合の保護処分（少年保護観察処分、児童自立支援施設等送致、少年院送致）は引き続き対象となる。ただし、18歳未満の少年とは処遇および基準が異なり、少年の要保護性ではなく、犯情の軽重を主眼として処分が決定される。特定少年である時に犯した、死刑又は無期若しくは短期一年以上の懲役若しくは禁錮に当たる罪の事件においては、原則として検察官逆送致となる。逆送致となった場合、原則として20歳以上の者と同様に扱われ、未決勾留などの緩和措置、少年法の不定期刑適用、労役場留置の禁止、仮釈放適用期間の短縮なども適用除外となる。検察官逆送され、公判廷で起訴された少年は実名報道の対象となる。特定少年のとき犯した罪により刑に処せられた者は、人の資格に関する法令の適用について、20歳以上の者と同様に、制限の対象となる。

### 各論

#### 財産行為
- 一般原則

未成年者は制限行為能力者である（20条1項）。したがって、未成年者が法律行為を行うには法定代理人の同意が必要である（5条1項本文）。法定代理人の同意を得ずに行った法律行為は取消すことができる（5条2項）。取消権者は未成年者本人やその代理人（未成年者の場合には親権者や未成年後見人等）など120条1項に定められる者である。制限行為能力者の取消においては制限行為能力者本人も取消権者とされているので（120条1項）、未成年者本人が単独で取消す場合にも取消は完全に効力を生じるのであって、取り消すことのできる取消となるわけではない。ただし、単に権利を得、または義務を免れる法律行為については法定代理人の同意は不要とされており、取消権者であっても制限行為能力者であることを理由として取消すことはできない（5条1項ただし書）。単に権利を得、または義務を免れる法律行為とは、未成年者が債権者から債務の免除を受ける場合などである。なお、未成年者による貸金の領収は未成年者の債権が失われるので法定代理人の同意が必要となる。取消権者により取り消された行為は初めから無効であったものとみなされるが（121条本文）、未成年者は制限行為能力者であるから、その行為によって現に利益を受けている限度において返還義務を負うことになる（121条ただし書）。取消権の詳細については取消し#日本法における取消し参照。
なお、未成年（成年擬制を除く）である時にした契約は、成年となった後、あるいは成年擬制を受けた後も引き続き取消権者の取消権が及ぶ。
- 随意財産の処分

民法第5条1項の規定にかかわらず、未成年者は、その法定代理人が目的を定めて処分を許した財産についてはその目的の範囲内において、目的を定めないで処分を許した財産については任意に処分できる（5条3項）。取引の相手方は法定代理人と未成年者の間の約定を覚知できないが、法定代理人と未成年者により、当該許された財産の処分範囲が立証されれば、取引の相手方は事実上反駁不能であり保護されない。お小遣いが毎月500円の子が為した通信販売契約を遡及して無効とした事例がある。
- 未成年者の営業の許可

未成年者の法定代理人は未成年者に対して一種あるいは数種の営業を許可することができ、この場合、許可された未成年者はその営業に関しては成年者と同一の行為能力を有する（6条第1項）。したがって、未成年者が許可された営業について行った法律行為は制限行為能力者であることを理由としては取り消すことができなくなる。
法定代理人は未成年者がその営業に堪えることができない事由があるときは営業の許可を取消・制限することができる（6条第2項）。この取消し・制限は将来に向かって許可の全部あるいは一部の効力を失わせる撤回であるから、その営業が許可されていた間に未成年者がなした営業行為を取り消すことはできない。
未成年者の営業の許可及びその取消し・制限につき、営業の内容が商業であるときは商法上・会社法上・商業登記法上の登記を要する（商法第5条など）この登記は、児童相談所ではなく法務局が受け付ける。営業の内容が商業でない場合には、許可や取消し・制限の公示の方法がないので善意の第三者にも対抗しうるものと解されている。

#### 身分行為
- 婚姻

婚姻適齢については18歳以上でなければならない。これに反する婚姻届は受理されず、誤って受理された場合でも各当事者、その親族又は検察官からその取消しを家庭裁判所に請求することができる（744条1項本文）。ただし、検察官は、当事者の一方が死亡した後は、婚姻の取消しを請求することができない（744条1項ただし書）。婚姻適齢に達していない者の婚姻は不適法な婚姻として民法744条によって取り消されるまでは一応有効なのであって、当然無効となるわけではないので不適齢者が婚姻適齢に達したときには取消しを請求することができなくなる（745条1項）。ただ、婚姻した不適齢者は、適齢に達した後、なお3ヶ月間はその婚姻の取消しを請求できるが（745条2項本文）、適齢に達した後に追認したときは、もはや不適齢を理由として取り消すことはできない（745条2項ただし書）。
なお、2022年（令和4年）3月31日以前は、男性は18歳以上、女性は16歳以上で婚姻適齢となり、未成年者でも婚姻は可能であったが、未成年者の婚姻には婚姻の一般的要件（重婚の禁止など）のほかに、婚姻適齢に達していること（731条）及び父母の同意（737条）が必要だった。父母の一方が同意しないとき、父母の一方が知れないとき、父母の一方が意思を表示することができないときは他の一方の同意だけで足りる（737条ただし書）。ただ、民法737条については実親と養親がいる場合はどうなるのか、離婚や親権喪失の宣告などによって父母の一方あるいは両方が親権を喪失している場合はどうなるのかといった問題点をめぐり学説が複雑に対立し、父母ではなく親権者あるいは未成年の後見人の同意または家庭裁判所の許可とすべきといった議論もなされた。民法737条に反する婚姻届は受理されないが、誤って受理された場合にはもはや取り消すことはできない（民法744条が不適法な婚姻の取消原因として民法737条（父母の同意）を加えていないことに注意）。
なお、生年月日が2006年（平成18年）4月1日とそれ以前の女性は、民法の改正施行より前に婚姻適齢に達するため、引き続き満16歳以上で婚姻ができる。また、2022年（令和4年）3月31日までに適法に婚姻し成年擬制された者は、4月1日以降も引き続き成年擬制の扱いを受けると解される（下記）。
| 婚姻の日付                   | 生年月日・性別                     | 婚姻可能年齢 | 父母の一方の同意 | 成年擬制 |
| ---------------------------- | ---------------------------------- | ------------ | ---------------- | -------- |
| 2022年（令和4年）3月31日まで | 男性                               | 18歳以上     | 要               | あり     |
| 2022年（令和4年）3月31日まで | 女性                               | 16歳以上     | 要               | あり     |
| 2022年（令和4年）4月1日以降  | 男性                               | 18歳以上     | 成年のため不要   | -        |
| 2022年（令和4年）4月1日以降  | 2006年（平成18年）4月1日までの女性 | 16歳以上     | 要               | あり     |
| 2022年（令和4年）4月1日以降  | 2006年（平成18年）4月2日以降の女性 | 18歳以上     | 成年のため不要   | -        |

前述の成年擬制の効果は民法などの私法領域のみに限られ、公法領域にその効果は及ばないと解される（二十歳未満ノ者ノ喫煙ノ禁止ニ関スル法律や二十歳未満ノ者ノ飲酒ノ禁止ニ関スル法律などの法律、その他の国家資格要件などには適用されない）。2022年（令和4年）4月1日に婚姻適齢と成年が同一年齢となったため、成年擬制は原則としてなくなったが、2022年（令和4年）3月31日までに適法に婚姻し成年擬制された者が遡及して未成年に復帰はしないと解される（改正民法）。
成年擬制を受けた者が年齢20歳に達しないうちに婚姻を解消した場合には、当事者や法律行為の相手方などの社会的影響を考慮して未成年には復帰しないとするのが通説である。
- 未成年者の認知

未成年者は嫡出でない子の認知をすることができる。法定代理人の同意は不要である（780条）。
- 未成年者の養子縁組
  - 未成年者を養子とする場合
    - 未成年者を養子とするには、家庭裁判所の許可を得なければならない。ただし、自己又は配偶者の直系卑属を養子とする場合は、この限りでない（798条）。
    - 配偶者のある者が未成年者を養子とするには、配偶者とともにしなければならない（795条本文）。ただし、配偶者の嫡出である子を養子とする場合または配偶者がその意思を表示することができない場合はこの限りでない（795条ただし書）。
    - 養子となる者が15歳未満であるときは、その法定代理人がこれに代わって縁組の承諾をすることができる（797条1項）。法定代理人がこの承諾をするには、養子となる者の父母でその監護をすべき者であるものが他にあるときは、その同意を得なければならない（797条2項）。

  - 未成年者が養親となる場合

民法は「20歳に達した者は、養子をすることができる」と規定しており（792条）、この反対解釈から20歳未満の者は養親となることができない。753条により婚姻によって成年に達したものと擬制を受けた者については法律実務上養親となることができることとされているが、この点については議論がある。
- 未成年者の遺言

15歳に達した者は、遺言することができる（961条）。法定代理人の同意は不要である（962条）。

#### 民法以外の法律
各法令における年齢の計算については、民法の場合と同様に、年齢計算ニ関スル法律（明治35年12月2日法律第50号）による。具体的に要件を満たす事となる日または時刻は、原則として、年齢計算ニ関スル法律に基づく。
民事訴訟法
未成年者は法定代理人によらなければ訴訟行為をすることができないが、未成年者が独立して法律行為をすることができる場合には法定代理人によらずに訴訟行為をすることができる（民事訴訟法第31条）。なお、訴訟能力の項目も参照。
刑法
刑事未成年者
14歳に満たない者の行為は罰しない（第41条）。詳しくは、責任能力の項目を参照。なお、少年法の項目も参照。なお、未成年者略取誘拐罪（224条）、未成年者買受罪（226条の2第2項）、準詐欺罪（248条）の「未成年者」の具体的年齢については、民法の成人年齢引き下げと連動していて18歳未満となる。
労働基準法
第6章「年少者」において、未成年者（後述）、年少者（18歳未満の者）、児童（満15歳に達した日以後の最初の3月31日が終了するまでの者）に区分して、それぞれの年齢に対応した法規制を行っている。
本法上の「未成年者」については、令和4年改正施行民法に即した厚生労働省の通達等は確認されていないが、同省では民法4条の未成年者によるものとしている。従って、民法の同改正施行前は20歳未満、施行後は18歳未満と考えられる。
本法で具体的に「未成年者」について規制したものとしては、次の2ヶ条がある。
民法第824条・第859条では、未成年者の同意を得れば未成年者に代わって親権者や後見人が契約を締結できるとする旨の規定があるが、労働契約については特別法である労働基準法の定めが民法より優先する。未成年者は労働契約の締結に際しては法定代理人の同意が必要であるが（民法第5条）、自ら賃金を受け取るべき者と位置付けられているので、未成年者は労働契約に関しては法定代理人によらず自ら訴訟行為を行いうる（上述、民事訴訟法第31条）。
使用者は、児童が満15歳に達した日以後の最初の3月31日が終了するまで､これを使用してはならない（第56条1項、例外として第56条2項）。
職業訓練を受ける未成年者の年次有給休暇に関する特例が定められている（第72条）。
「満18才に満たない者」について、深夜業の制限（第61条）。危険有害業務及び坑内労働の禁止（第62条、第63条）。帰郷旅費の制度（第64条）。年齢証明書の備え置き（第57条）。
二十歳未満ノ者ノ飲酒ノ禁止ニ関スル法律・二十歳未満ノ者ノ喫煙ノ禁止ニ関スル法律
日本では、満20歳未満の者が飲用・喫煙をするための酒・煙草を購入できない。満20歳未満の者が飲用・喫煙することを知りながらこれらの者に対し販売等を行なうと販売者や親権者が処罰される。このため、満20歳未満の者でなくとも、酒・煙草の購入時に身分証明書の提示を求められることがある。
風俗営業等の規制及び業務の適正化等に関する法律（風営法）
18歳未満の者に客を接待させたり、18歳未満の者を客として入店させることはできない。
その他
上記以外にも、商法第5条、商業登記法第35条、任意後見契約に関する法律第4条、会社法第584条、探偵業の業務の適正化に関する法律第3条、職業安定法第32条、母体保護法第3条、国税徴収法第144条、国税通則法第142条、相続税法第19条の3、地方税法第24条の5などに「未成年者」の規定がある。